# Surgutnieftiegaz
Surgutnieftiegaz (ros. Сургутнефтегаз) – rosyjskie przedsiębiorstwo działające w przemyśle gazowym i petrochemicznym, mające swą siedzibę w Surgucie. Początki jego istnienia sięgają października 1977 roku, kiedy było ważnym producentem ropy naftowej. W 1993 zostało przekształcone w spółkę akcyjną, notowaną na giełdzie papierów wartościowych. Prezesem spółki, nieprzerwanie od roku 1983, jest Władimir Bogdanow.